# Яневичи (Гродненская область)
Я́невичи (бел. Я́невічы, пол. Janiewicze) — деревня в Сморгонском районе Гродненской области Белоруссии.
Входит в состав Залесского сельсовета.
Расположена у восточной границы района. Расстояние до районного центра Сморгонь по автодороге — около 14,5 км, до центра сельсовета агрогородка Залесье  по прямой — около 3,5 км. Ближайшие населённые пункты — Вётхово, Готковичи, Понизье. Площадь занимаемой территории составляет 0,2080 км², протяжённость границ 2390 м.

## История
Деревня отмечена на карте 1850 года под названием Янивичи в составе Беницкой волости Ошмянского уезда Виленской губернии. В 1866 году Яневичи насчитывали 6 домов и 58 жителей. Из их числа 54 православных и 4 католика.
После Советско-польской войны, завершившейся Рижским договором, в 1921 году Западная Белоруссия отошла к Польской Республике и деревня была включена в состав новообразованной сельской гмины Беница Молодечненского повета Виленского воеводства.
В 1938 году Яневичи насчитывали 20 дымов (дворов) и 126 душ.
В 1939 году, согласно секретному протоколу, заключённому между СССР и Германией, Западная Белоруссия оказалась в сфере интересов советского государства и её территорию заняли войска Красной армии. Деревня вошла в состав новообразованного Сморгонского района Вилейской области БССР. После реорганизации административного-территориального деления БССР деревня была включена в состав новой Молодечненской области в 1944 году. В 1960 году, ввиду новой организации административно-территориального деления и упразднения Молодечненской области, Яневичи вошли в состав Гродненской области.

## Население
| 1865 | 1938 | 1999 | 2009 |
| ---- | ---- | ---- | ---- |
| 58   | 126  | 18   | 12   |

## Транспорт
Автодорогой местного значения Н7387 Яневичи связаны с автомобильной дорогой Залесье — Понизье.